# Schneiden (Cladium)
Die Schneiden (Cladium) sind eine Pflanzengattung innerhalb der Familie der Sauergrasgewächse (Cyperaceae). In dieser weltweit verbreiteten Gattung gibt es etwa drei Arten, von denen nur die Binsenschneide (Cladium mariscus) in Mitteleuropa heimisch ist.

## Beschreibung
Cladium-Arten wachsen als ausdauernde krautige Pflanzen. Die langen, grasartigen Laubblätter haben einen sehr scharfen, fein gezähnten Blattrand, an dem sich Menschen und Tiere leicht verletzen können; daher leitet sich der deutsche Trivialname Schneiden für die Gattung ab. Die vielverzweigten Blütenstände stehen an 1 bis 3 Meter hohen Stängeln.

## Verbreitung
Die Schneiden sind weltweit in den tropischen bis gemäßigten Zonen verbreitet. 
Die Binsenschneide (Cladium mariscus) ist praktisch in ganz Europa heimisch, kommt aber – in weiteren Unterarten dieser Art, die teilweise auch als eigene Arten betrachtet wurden –, auch auf den anderen Kontinenten vor. So ist etwa die Unterart Cladium mariscus subsp. californicum in den südwestlichen USA und in Mexiko heimisch, die Unterart Cladium mariscus subsp. jamaicense im tropischen Amerika, zum Beispiel in den Everglades in Florida.

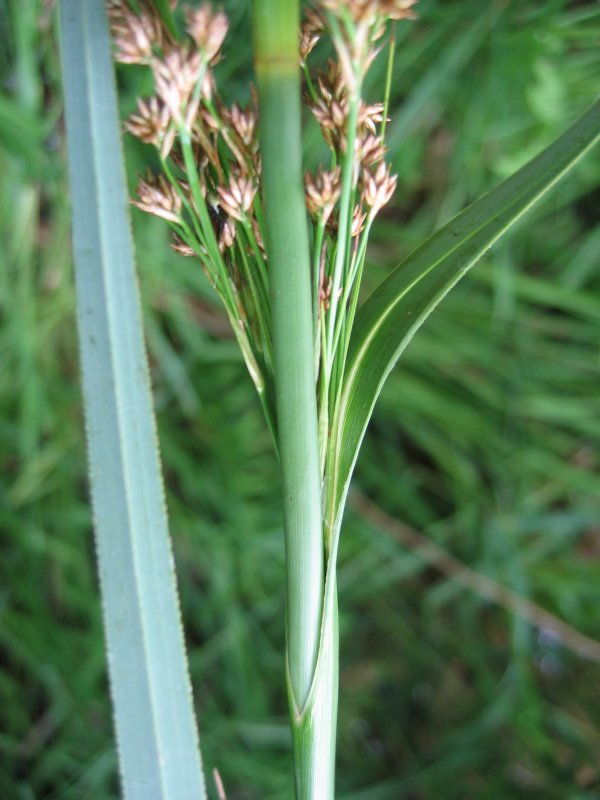
Scharf gezähnte, dicke Blätter der Binsenschneide

## Systematik
Die Gattung Cladium wurde 1756 durch Patrick Browne in The Civil and Natural History of Jamaica in Three Parts, S. 114 aufgestellt.
Die Systematik der Gattung wird kontrovers gesehen; sie umfasst ein bis vier Arten, teilweise wurden aber bis zu 60 Arten unterschieden. Hier die Artenauflistung gemäß der Kew Checklist der Royal Botanic Gardens in Kew:
- Cladium costatum Steyerm.: Die Heimat ist das südliche Venezuela bis zum Roraima-Massiv von Guayana.
- Cladium mariscoides (Muhl.) Torr.: Die Heimat ist Kanada und die USA.
- Binsenschneide (Cladium mariscus (L.) Pohl): Sie kommt in Eurasien, in Amerika, Nordafrika, in Australien und im südwestlichen Pazifik vor. Sie umfasst vier Unterarten.